# Parmotrema elacinulatum
Parmotrema elacinulatum är en lavart som först beskrevs av Kurok., och fick sitt nu gällande namn av Streimann. Parmotrema elacinulatum ingår i släktet Parmotrema och familjen Parmeliaceae.   Inga underarter finns listade i Catalogue of Life.